# Провулок Олега Гуцола
Провулок Олега Гуцола — провулок у Салтівському районі міста Харкова. Розташований між Харківським кладовищем № 3 та територією Харківського професійного поліграфічного ліцею. Нумерація будинків ведеться від кладовища.

## Походження назви
Первинно провулок мав назву Адигейського, 26 січня 2024 року рішенням Харківської міської ради провулок був названий на честь майора Олега Гуцола, який загинув захищаючи Україну під час російської агресії. Вдова військового клопотала про перейменування Адигейської вулиці, де жив Олег Гуцол, однак на його честь перейменували саме провулок.

## Опис вулиці
Довжина вулиці — 723 метрів. Покриття вулиці — асфальт, після перетину з вулицею Євгена Храпка — ґрунт. Починається поблизу Харківського кладовища № 3 і закінчується на території Харківського професійного поліграфічного ліцею. Напрям із заходу на схід.
Від початку вулицю перетинає вулицю Фісановича (після будинку № 8) та вулицю Євгена Храпка (після будинку № 22).
Автомобільний рух — по одній смузі в кожну сторону. Дорожня розмітка — відсутня. Світлофорів немає. Тротуари є лише на кількох ділянках вулиці.
Забудова переважно двоповерхова, крім кількох будинків.
Комерції на вулиці відсутня.

## Транспорт
Безпосередньо по вулиці громадський транспорт не ходить.

### Трамвай
- Маршрут № 6 (Південний Вокзал-602-й мікрорайон) — зупинка Вулиця Самсонівська знаходиться в 550 метрах від початку вулиці на розі Салтівського шосе та вул. Фісановича.
- Маршрут № 8 (Вул. Одеська-602-й мікрорайон) — зупинка Вулиця Самсонівська знаходиться в 550 метрах від початку вулиці на розі Салтівського шосе та вул. Фісановича.
- Маршрут № 16 та 16а (Салтівська-Салтівська) — зупинка Вулиця Камишева знаходиться в 960 метрах на вулиці Академіка Павлова біля початку парку Пам'яті.
- Маршрут № 27 (Салтівська-Новожанове) — зупинка Вулиця Камишева знаходиться в 960 метрах на вулиці Академіка Павлова біля початку парку Пам'яті.

### Тролейбус
- Маршрут № 19 (602-й мікрорайон-вул. Одеська) — зупинка Салтівське шосе знаходиться в 290 метрах на розі Салтівського шосе та Проспектом Льва Ландау.
- Маршрут № 20 (Ст. метро «Турбоатом»-602-й мікрорайон, лише по буднім в годину «пік») — зупинка Салтівське шосе знаходиться в 290 метрах на розі Салтівського шосе та Проспектом Льва Ландау.
- Маршрут № 31 (Ст. метро «Турбоатом»-вул. Наталії Ужвій) — зупинка Салтівське шосе знаходиться в 290 метрах на розі Салтівського шосе та Проспектом Льва Ландау.
- Маршрут № 35 (вул. Одеська-вул. Наталії Ужвій) — зупинка Салтівське шосе знаходиться в 290 метрах на розі Салтівського шосе та Проспектом Льва Ландау.
- Маршрут № 63 (Ст. метро «Академіка Барабашова»-Залізнична станція «Основа», лише по вихідних з 7 до 16 години) — зупинка Салтівське шосе знаходиться в 290 метрах на розі Салтівського шосе та Проспектом Льва Ландау.

### Метрополітен
- Ст. метро «Академіка Барабашова» — у 1 823 метрах від перетину вулиці з вул. Камишева.